# Adolphe Appia
Adolphe Appia (ur. 1 września 1862 w Genewie, zm. 29 lutego 1928 w Nyonie) – szwajcarski teoretyk teatru i scenograf, z zawodu muzyk. Twórca scenografii architektonicznej, który odrzucił dekoracje malowane. Jego projekty scenograficzne nie zostały zrealizowane na oficjalnych scenach, lecz jedynie w salach i plenerach. Autor koncepcji teatru jako dzieła „sztuki żywej”, jeden z inicjatorów ruchu teatralnego zwanego Wielką Reformą.

## Życiorys
Appia urodził się jako syn umuzykalnionego lekarza, który był współtwórcą Czerwonego Krzyża. Po ukończeniu gimnazjum odbył studia muzyczne.
W wieku około dwudziestu lat zetknął się z twórczością Richarda Wagnera, którego koncepcje przeciwstawiały się tradycji operowej i postulowały „syntezę sztuk” (Gesamtkunstwerk). Appia dostrzegł niespójność pomysłu Wagnera i jego realizacji ze względu na stałą obecność malarstwa iluzjonistycznego na scenie. Ideą Appii stało się „bronić Wagnera przed nim samym”. Przekonywał, że dzieło wagnerowskie jest poetycko-symboliczne, zatem nie może opierać się na opisowym naturalizmie inscenizacji.
Appię poparł Édouard Schuré, wagnerysta francuski. W 1895 r. w Paryżu ukazała się broszura La mise en scène du drame wagnérien. Appia wyłożył tam swój program: „jasne jest, że chodzi tu nie tyle o same dramaty Richarda Wagnera, ile o możliwość znalezienia odpowiednika dla formy artystycznej przez niego stworzonej.”
1896 r. opracował projekty do Tristana i Izoldy oraz Parsifala.
1899 r. w Monachium ukazała się książka Die Musik und die Inscenierung, która zawiera reprodukcje projektów Appii.
1903 r. zrealizował w sali pałacu hrabiny de Béarn w Paryżu przedstawienie składające się z fragmentów z Manfreda Schumanna i Carmen Bizeta.
1906 r. nawiązał współpracę z Émilem Jaques-Dalcroze, twórcą gimnastyki rytmicznej, który odkrył, że ćwiczenia umuzykalniające są łatwiej przyswajane, gdy łączą się z ćwiczeniami ruchowymi.
1911 r. w Hellerau powstał Rhytmische Bildungsanstalt zbudowany w celu realizacji pomysłów Dalcroze'a. Projekt architektoniczny uwzględniał postulaty Appii.
1914 r. w Genewie Appia zrealizował nad jeziorem widowisko plenerowe La Fête de Juin skomponowane przez Dalcroze'a dla uczczenia rocznicy przystąpienia Genewy do Konfederacji Szwajcarskiej. Konstrukcja sceniczna miała 60 m szerokości i nawiązywała do teatru greckiego.
1921 r. także w Genewie ukazała się druga książka L'Oeuvre d'art vivant, będąca świadectwem współpracy Appii z Dalcroze'em.
Następnie powstawał szereg nowych opracowań projektów inscenizacyjnych i scenograficznych Appii: 1922—26 Hamlet, Król Lear i Makbet, 1923 — Antygona Sofoklesa i obie Ifigenie Glucka , 1926 — Lohengrin Wagnera, 1927—28 Faust I Goethego.
1923 r. na zaproszenie Artura Toscaniniego przygotował w La Scali Tristana i Izoldę Wagnera.
1924 r. wystawił w Bazylei Złoto Renu, a rok później Walkirię Wagnera i Prometeusza skowanego Ajschylosa.
29 lutego 1928 r. Appia zmarł w Nyonie.

## Teoria Teatru
Appia był pierwszym scenografem w nowoczesnym rozumieniu, ale de facto scenografem teatru muzycznego, ponieważ punktem odniesienia dla jego teorii była twórczość Richarda Wagnera.

### Zasada „malowania światłem”
Appia postulował zerwanie z iluzjonistycznym malarstwem scenicznym i płaskim rampowym oświetleniem, domagał się światła kierunkowego, które podkreślało trójwymiarowość aktora i terenu gry złożonego z podestów i schodów. Odrzucił zwłaszcza dolną rampę. Nie zastąpił jednak tego światła zespołem reflektorów świecących z widowni, lecz zastosował pionowe leje. Rzucane przez nie światło modelowało bryłę ludzkiego ciała, uzyskując po raz pierwszy w teatrze efekty światłocieniowe.
Osiągnięciem Appii było wprowadzenie do teatru prawdziwego cienia. Ponadto stosował kolorowe filtry, formułując zasadę „malowania światłem”. Ta koncepcja scenograficzna spowodowała odejście nie tylko od malarstwa w jego funkcji iluzjonistycznej, ale także zakładała rezygnację z farby.

### Przestrzeń
Scenografia w rozumieniu Appii polegała na zakomponowaniu przestrzeni wokół działającego człowieka przy użyciu zgeometryzowanych i zrytmizowanych podestów w taki sposób, aby uwydatniać ruch aktora. Przestrzeń miała być z aktorem jednorodna, ukazując go jako ruchomą bryłę wśród brył nieruchomych we wspólnym światłocieniu. Równocześnie elementy te miały się sobie przeciwstawiać, tworzyć „opór twardością i kubistyczną geometrią kształtów. Światło miało to wszystko objąć kolorem i światłocieniem”.

### Muzyka
W teatrze Appii ruch aktora był wyprowadzany z partytury muzycznej, która zakładała także układ stosunków przestrzennych i brył. Działanie światła również wynikało z analizy partytury.
Zadaniem muzyki było wzbogacać dramat poprzez wyrażenie dramatu wewnętrznego bohaterów oraz ujmować ruch aktora w ramy czasowe. Aktor, który musiał podporządkować się rytmowi muzyki, określał proporcje przestrzenne. Koncepcja Appii nie pozwalała na jakąkolwiek dowolność na scenie.
Waga muzyki w teorii Appii wynikała przede wszystkim z modnego w XIX wieku przeświadczenia, że muzyka jest adekwatną ekspresją życia emocjonalnego. Ten element jest najczęściej krytykowany przez współczesnych teatrologów, ponieważ utwór muzyczny uznawany jest za konstrukcję uformowaną według ścisłych zasad, nie może być więc swobodną wypowiedzią ukazującą pełnię stanu emocjonalnego.

### Reżyser
Reżyser uspójnia wizję autora partytury i tekstu, buduje harmonię między aktorem i obrazem scenicznym. W tym celu Appia używał terminu tableau inanimé, tj. „obraz nieożywiony”, na który składają się trzy elementy: la peinture, la plantation oraz l’éclairage.
- la peinture - ówczesne malarstwo dekoracyjne, sprawne technicznie, naturalistyczne, charakteryzujące miejsce akcji, ale zwykle bez związku z dramatem. W sensie technicznym jest to kilka par bocznych kulis, zaś w głębi „prospekt”, tj. wiszące malowane płótno;
- la plantation - „rozplanowanie”, „kompozycja terenu”, tj. układ podestów, teren gry;
- l’éclairage - oświetlenie.

Appia odrzucał la peinture, ponieważ stanowi blokadę dla la plantation i l’éclairage, dzięki którym może powstać „prawdziwa” scenografia jako układ przestrzenny jednorodny z działaniem aktora. Aktor nie gra tu na tle dekoracji, lecz w niej, będąc „ruchomą trójwymiarową bryłą pośród brył nieruchomych we wspólnym światłocieniu”.

### Widz
Widz dopełniał dzieło sztuki teatru w dwojaki sposób. Po pierwsze - widz przyjmuje postawę aktywną, analizując na bieżąco dzieło, dzięki czemu zakończony zostaje proces rozpoczęty przez dramaturga, jakim jest twórcze przeżywanie. Drugim aspektem bycia aktywnym widzem jest bezpośrednie uczestnictwo widza w spektaklu.
Ideałem Appii jest teatr, gdzie aktor i oglądający są równoprawnymi uczestnikami-współtwórcami.

## Appia a Edward Gordon Craig

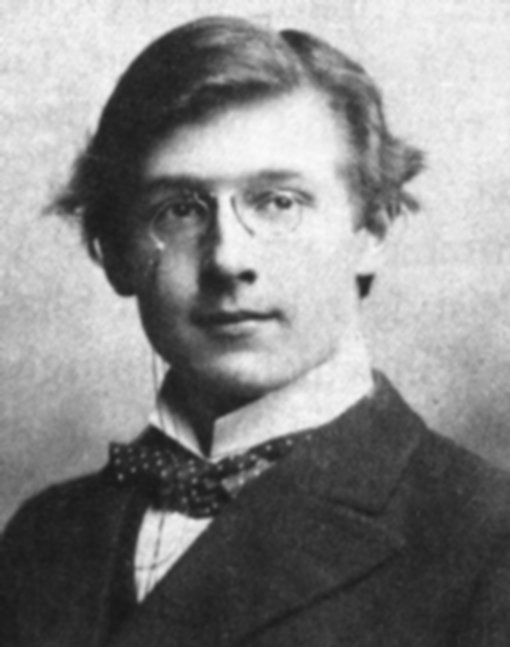
Craig w 1900 r.

Pomysły scenograficzne Appii wykazywały zbieżność z koncepcjami Edwarda Gordona Craiga. Teoretycy spotkali się w 1914 r. podczas wystawy scenograficznej w Zurychu i nawiązali przyjaźń. Obydwaj domagali się odrzucenia iluzjonistycznego malarstwa teatralnego oraz płaskich zastawek, kulis i horyzontów na rzecz abstrakcyjnej, aluzyjnej i symbolicznej scenografii przestrzennej.
Jednak w 1907 r. Craig rozpoczął prace na makietach, natomiast Appia pozostał na płaszczyźnie szkiców. Craig posługiwał się ruchomymi parawanami i bryłami, dążąc do wyeliminowania z teatru aktora. Nie był także zainteresowany widzem. W przeciwieństwie do Appii, który interesował się żywym człowiekiem i jego ciałem stanowiącym dla niego źródło, centrum i siłę teatru.

## Osobowość
Po ukończeniu studiów Appia nie podjął żadnej praktycznej działalności. Dla przyjemności rysował i malował, teatrem zajmował się dla rozrywki. Był człowiekiem wrażliwym i delikatnym, który nie wykazywał zdolności do praktycznego działania, podejmowania walk lub pokonywania oporów.
Cechowała go wielka kultura osobista, miła powierzchowność i niebywały urok, dzięki czemu udało mu się nawiązywać liczne kontakty w świecie arystokratycznych mecenasów kultury, którzy przez lata finansowali jego badania, dopomagali mu i lansowali.
Appia do końca życia pozostał samotnikiem.